# Schiguli (Automobil)

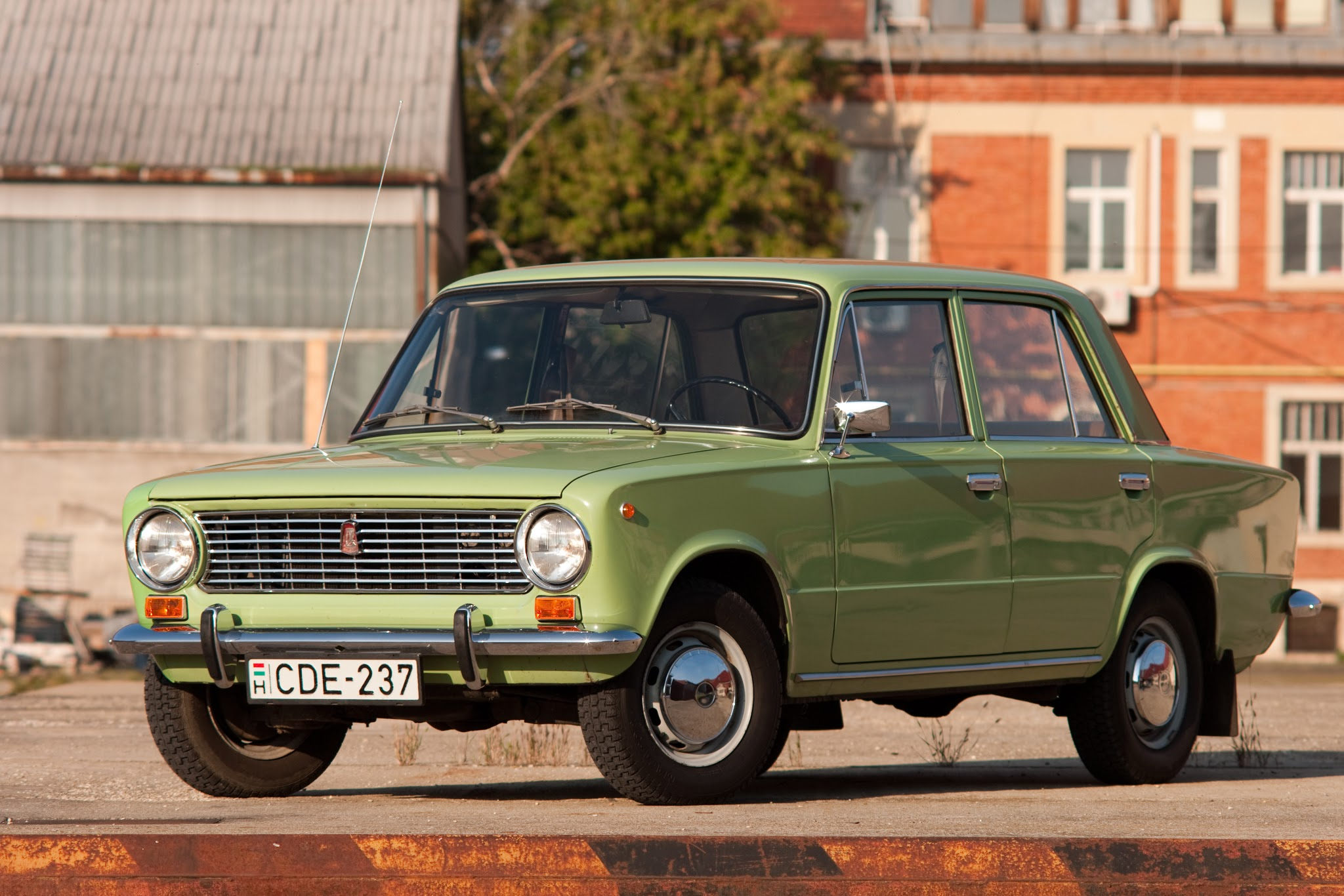
WAS-2101

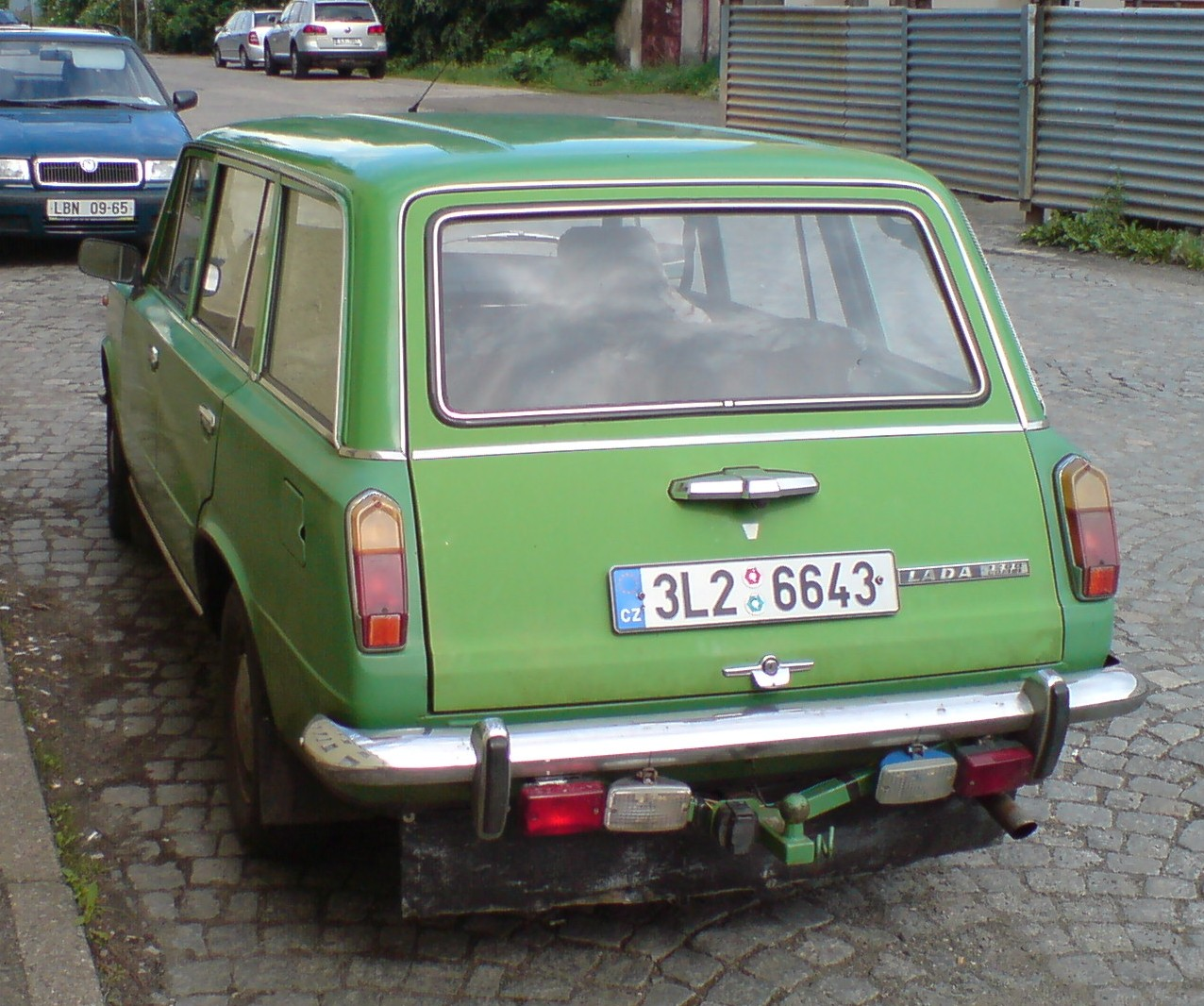
WAS-2102, Heckansicht

Schiguli (russisch Жигули [ʐigʊli], Transkription in der DDR Shiguli) ist der anfänglich verwendete Name einer Fahrzeugreihe des Automobilherstellers AwtoWAS. Sie ist benannt nach den gleichnamigen Bergen auf dem rechten Wolgaufer, gegenüber der Stadt Toljatti. Die eigentliche Mehrzahlform Schiguli wurde jedoch auch als Bezeichnung eines einzelnen Fahrzeugs dieser Fahrzeugreihe gebraucht. Konzipiert war der Schiguli als Mittelklassewagen, der das Dreieinhalbfache des Jahreseinkommens eines durchschnittlichen sowjetischen Arbeiters kosten sollte. Technisch sind die Schiguli vom Motor abgesehen Lizenznachbauten des Fiat 124. Zwischen 1970 und 2014 wurden sieben Typen des Schigulis gebaut. Es entstanden ca. 17,3 Millionen Exemplare. 1976 waren die Schiguli mit jährlich 682 000 Einheiten weltweit die Automodellreihe mit dem größten Produktionsausstoß noch vor dem VW Golf und dem Oldsmobile Cutlass.
Anstatt der Bezeichnung Schiguli wurde in einigen Exportländern der Name Lada verwendet, ab 1976 auch in der DDR. Später wurde die Bezeichnung als Lada generell und auch im Inland übernommen. 1975 machte die Schiguli-Produktion ca. 50 % der Automobilproduktion in der UdSSR aus. Neben AwtoWAS bauten auch Auftragshersteller den Schiguli, darunter Ischmasch und LuAS.

## Geschichte

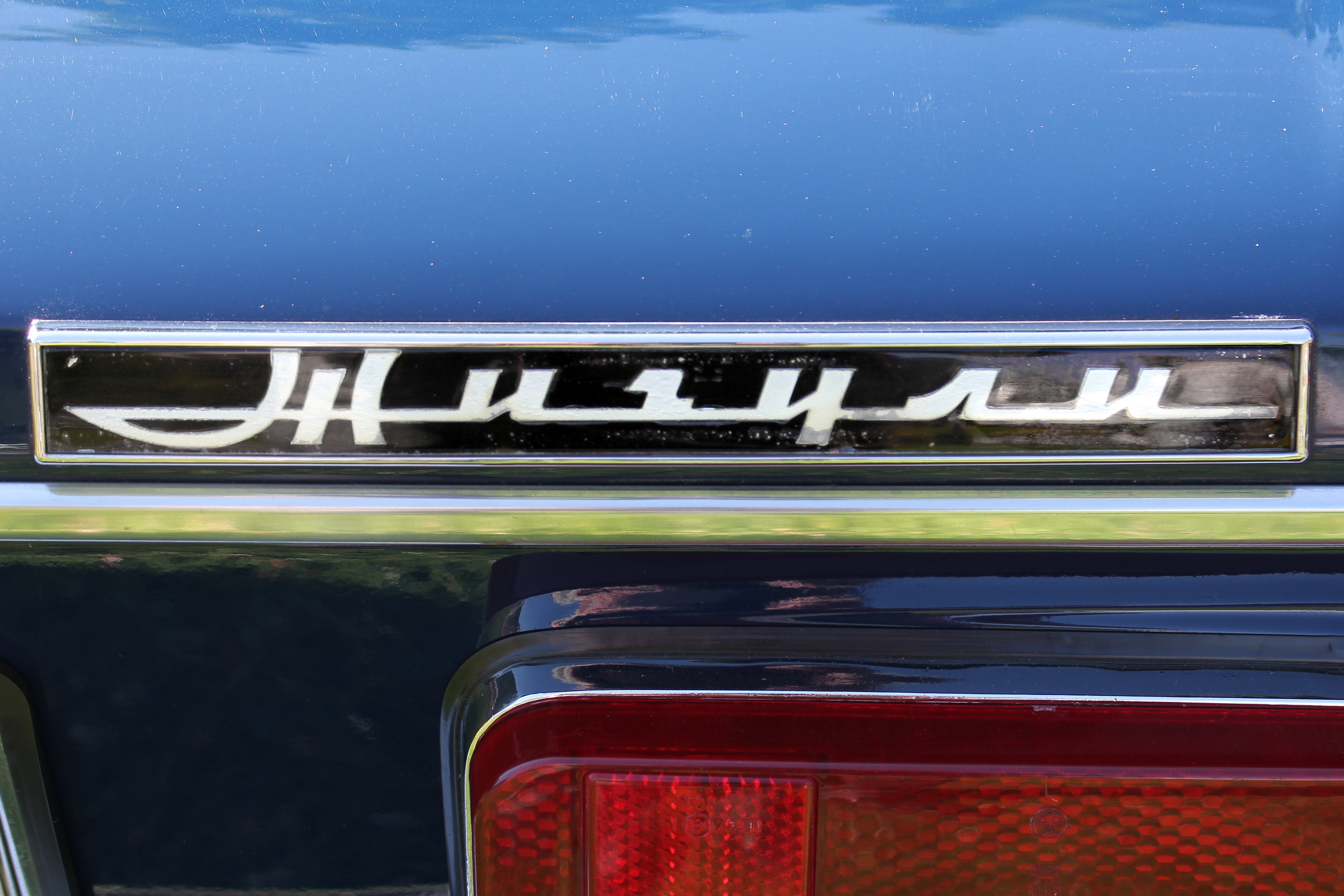
Жигули-Schriftzug

Bereits zur Neuvorstellung des Fiat 124 im Jahr 1966 wurde bekanntgegeben, dass die Sowjetunion eine Lizenzproduktion dieses Typs in großen Stückzahlen beabsichtige. Das AwtoWAS-Werk in Toljatti wurde Ende der 1960er-Jahre mit Hilfe von Fiat errichtet; die ersten sechs Schiguli 2101 liefen am 19. April 1970 vom Band, und bis Juli 1971 wurden bereits 100 000 Stück produziert. Der projektierte Jahresausstoß wurde 1975 erreicht, als 667 000 Schiguli produziert wurden; in den Folgejahren erhöhte sich die Stückzahl noch weiter. Zu den Hauptabnehmern zählte Ungarn, wo bereits im Frühling 1975 der 100 000. Schiguli übergeben wurde.
1971 folgten die Kombiversion 2102, 1972 die „Luxus“-Version 2103 auf Basis des Fiat 124 S mit gehobener Ausstattung und stärkerem Motor. Ab 1971 wurden die Fahrzeuge auch exportiert. Die Produktion dieser „klassischen“ Schiguli endete 1988. 1975 folgte der Nachfolger des 2103, nun als 2106 bezeichnet, mit vergrößertem Motor und weniger Chromzierrat. Die Produktion des 2106 wurde 2006 eingestellt. Der Nachfolger des klassischen Schigulis wurde der ab 1979 produzierte 2105, den es ab 1982 auch in der gehobenen Ausführung als 2107 gab. Diese Fahrzeuge wurden aber auch im Inland nicht mehr als Schiguli bezeichnet. Der Kombi 2102 wurde 1984 von dem Kombi 2104 abgelöst. Die Produktion des 2105 wurde 2010 eingestellt, ab 2011 wurde die Produktion des 2107 zu Ischmasch verlegt. Der letzte Lada bei AwtoWAS, ein 2104, rollte am 17. September 2012 vom Band. Bis August 2014 wurde der 2107 noch in Ägypten gebaut, bis dort das Produktionswerk abbrannte.

## Typenübersicht
Insgesamt entstanden sieben verschiedene Typen auf Basis des Schigulis, die in verschiedenen Modifikationen gebaut wurden.

### Schiguli-Typen
- WAS-2101 – Erstes Modell, Limousine
- WAS-2102 – Kombiversion des WAS-2101
- WAS-2103 – Gehobene Ausstattung, Doppelscheinwerfer
- WAS-2104 – Kombiwagen auf Basis der Limousine 2105 (nicht mehr als Schiguli bezeichnet)
- WAS-2105 – Facelift des WAS-2101 mit Rechteckscheinwerfern (nicht mehr als Schiguli bezeichnet)
- WAS-2106 – WAS-2103 mit stärkerer Motorisierung und weniger Chromzierrat
- WAS-2107 – Gehobene Ausstattung, basierend auf dem 2105 (nicht mehr als Schiguli bezeichnet)

Quelle: Kanunnikow

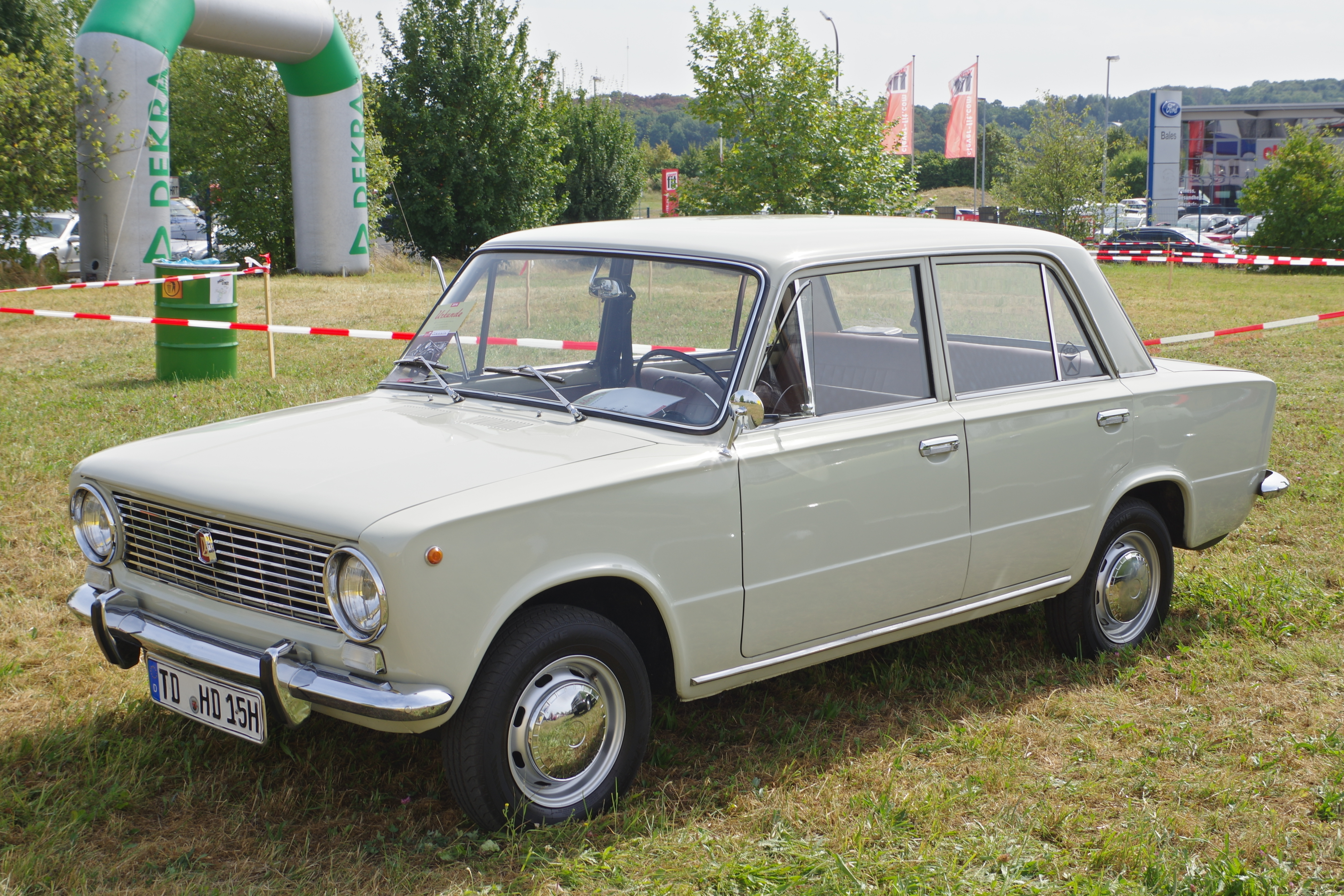
WAS-2101
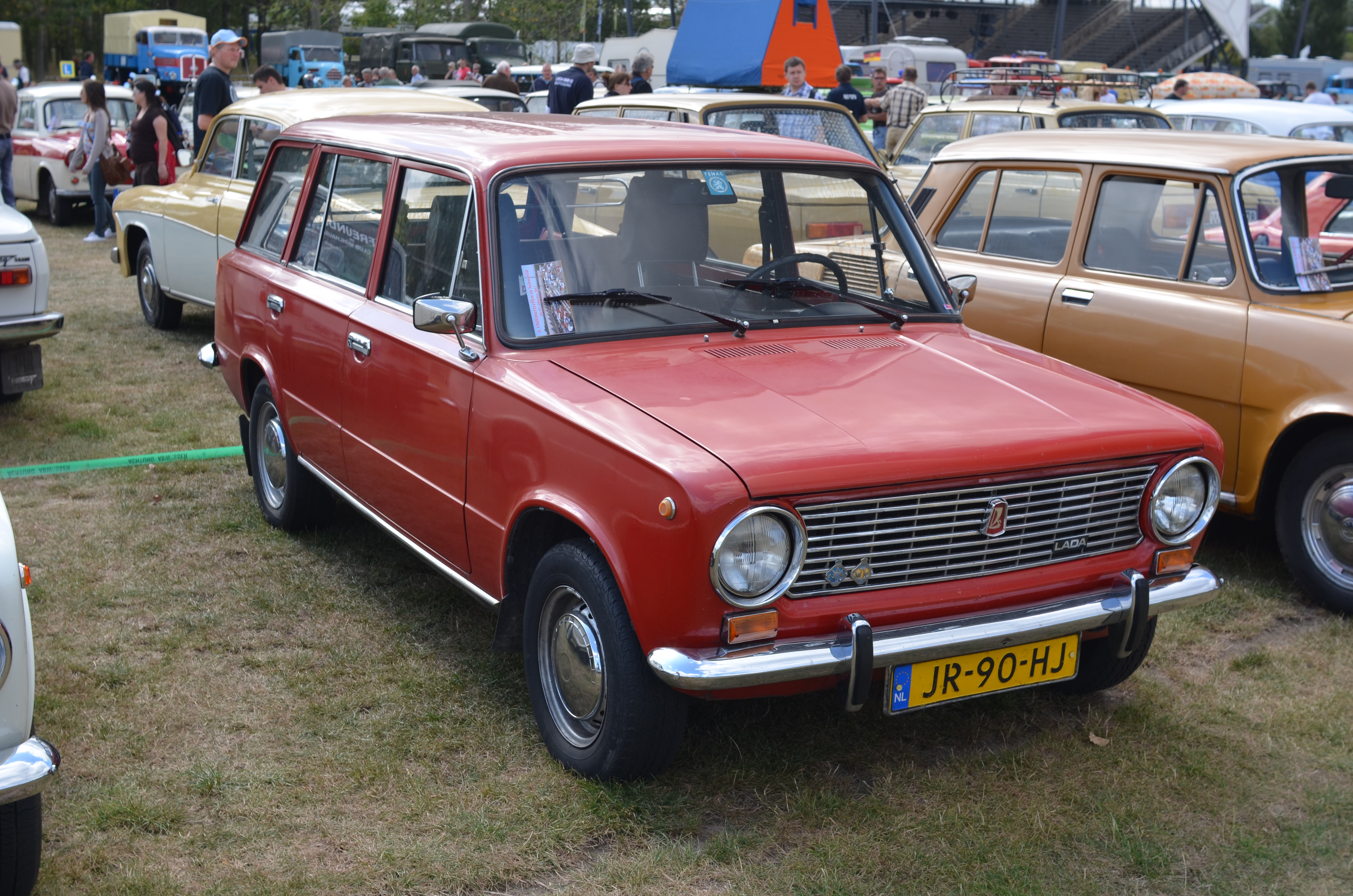
WAS-2102
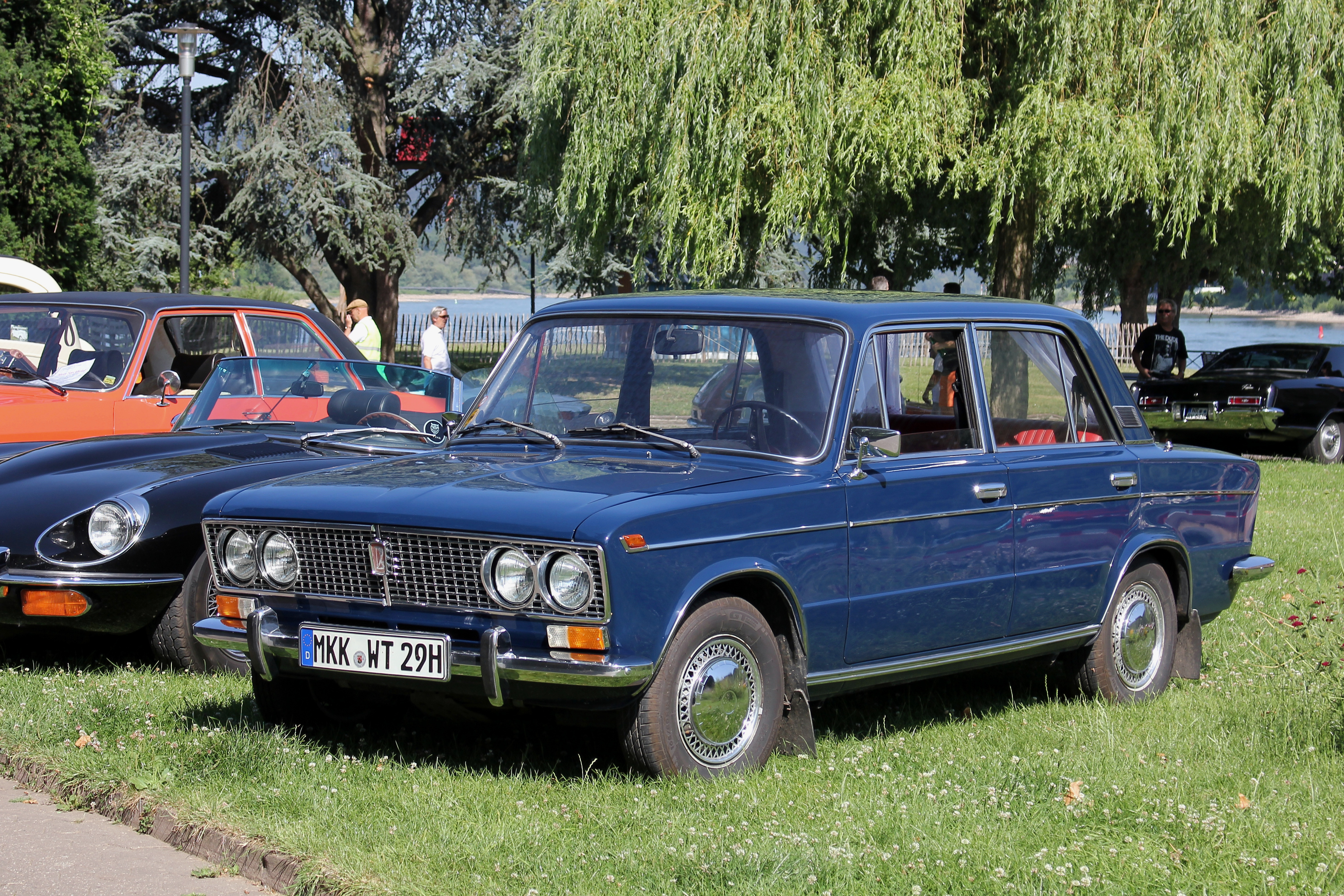
WAS-2103
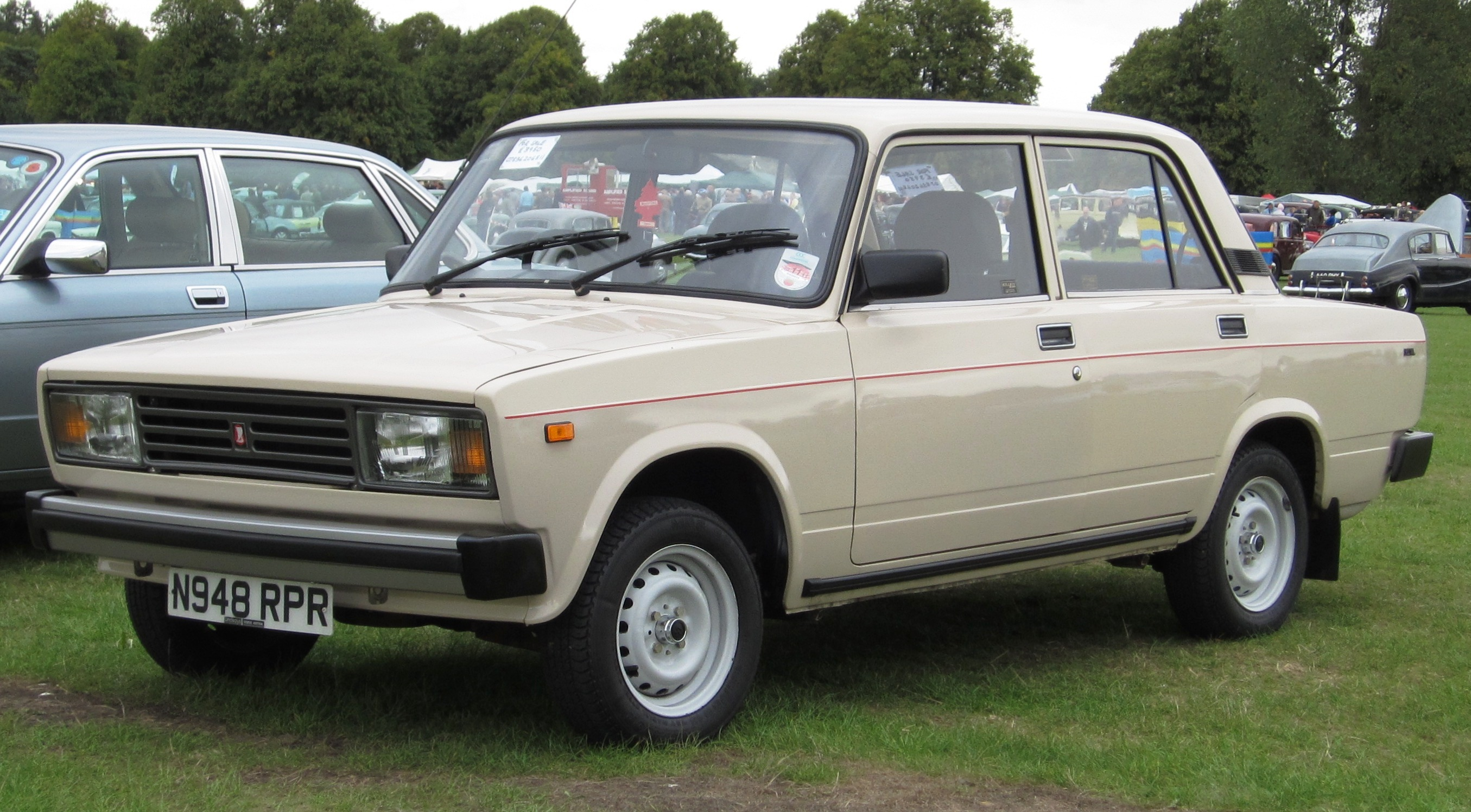
WAS-2105
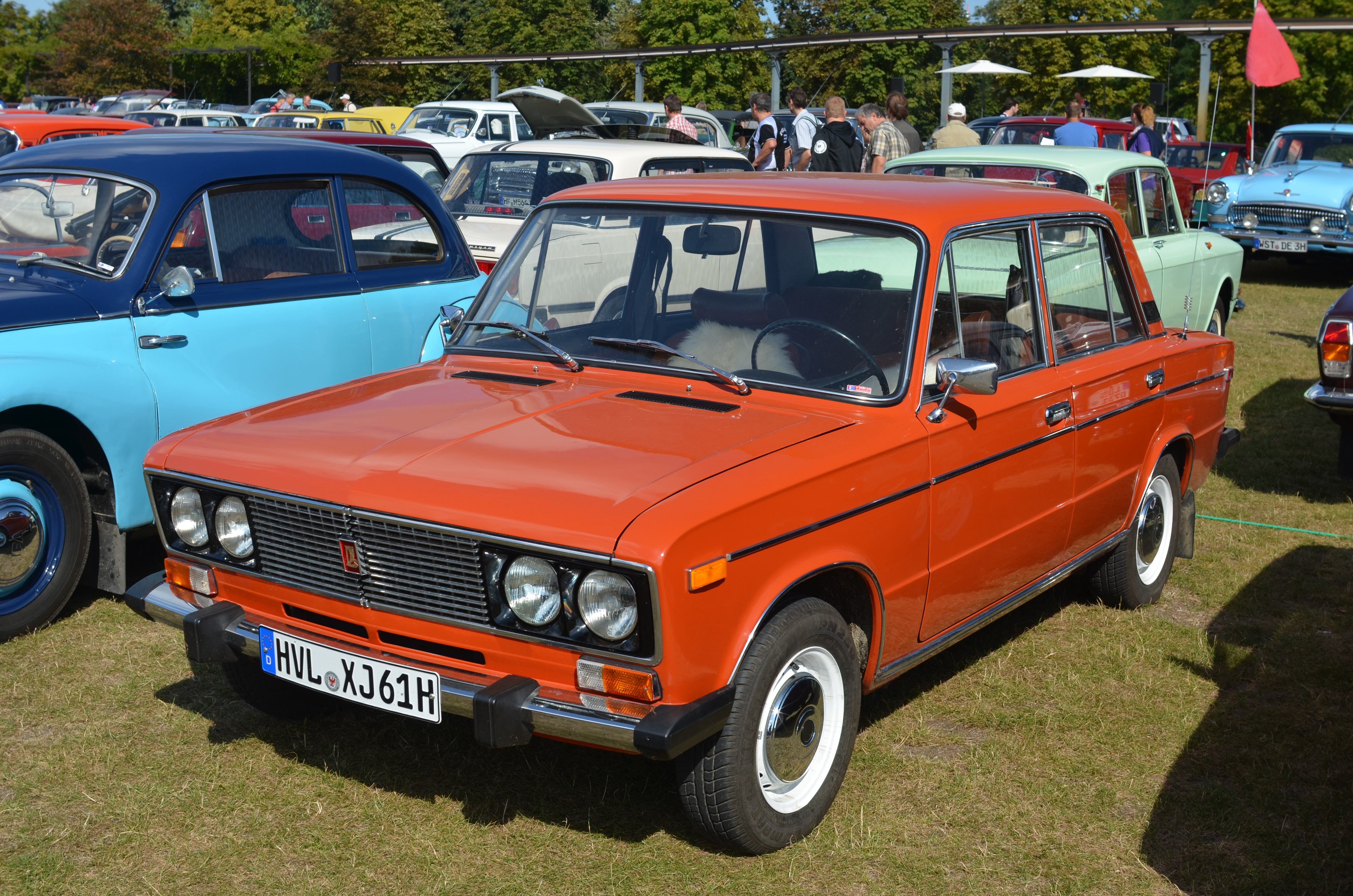
WAS-2106
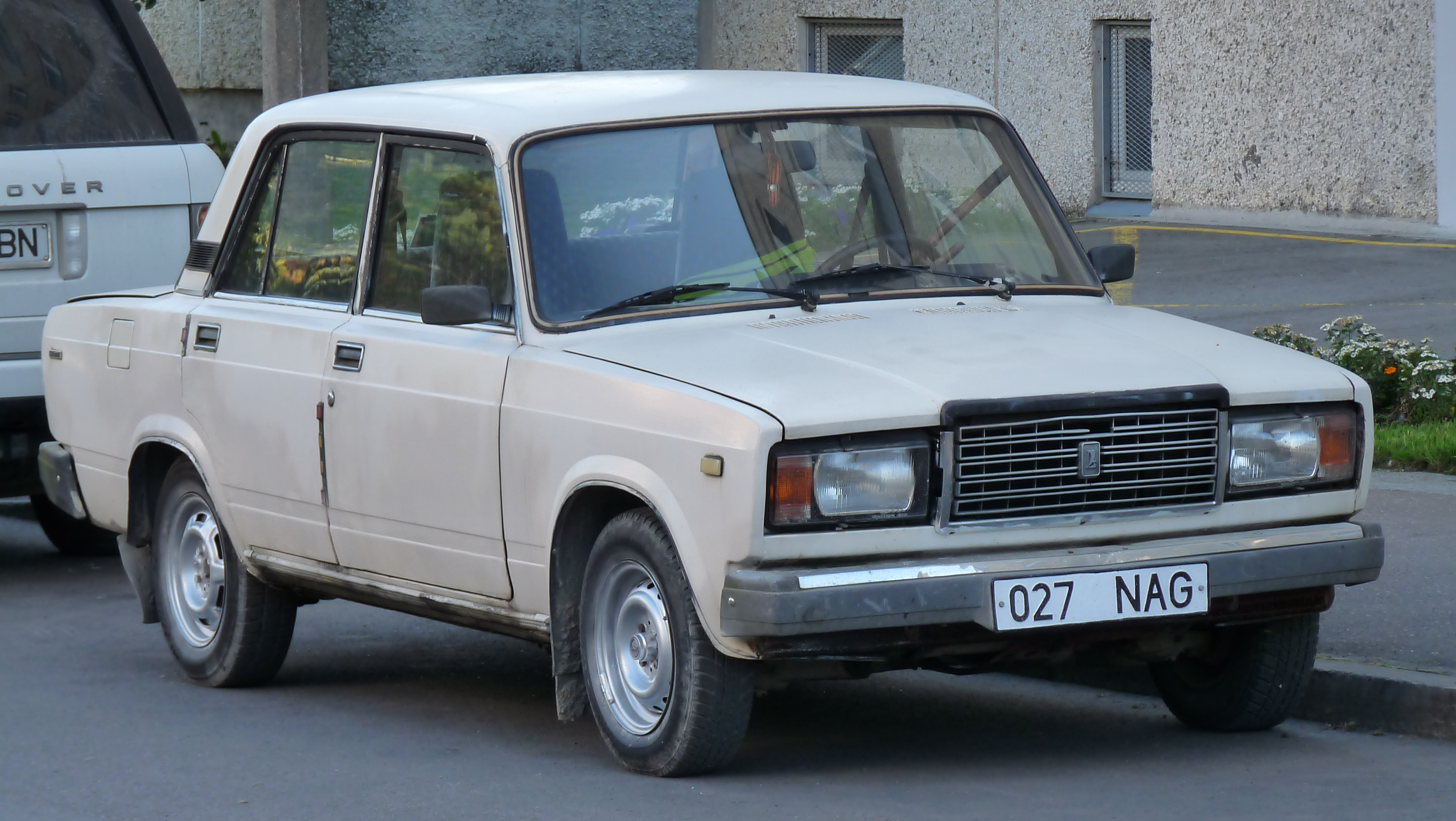
WAS-2107

### Stückzahlen nach verschiedenen Quellen
- Gesamt ca. 17.300.000,

- davon bis 1988 rund 6.700.000 Exemplare des WAS-2101+2102+2103

- davon bis 1974 mehr als 1.500.000 Exemplare des WAS-2101
- davon bis 1985 mindestens 660.000 Exemplare des WAS-2102
- davon bis 1984 exakt 1.304.866 Exemplare des WAS-2103

- davon bis 2012 rund 1.100.000 Exemplare des WAS-2104
- davon bis 2011 ca. 2.087.000 Exemplare des WAS-2105

- (bis 2002 exakt 1.858.954 Exemplare)

- davon bis 2005 rund 4.300.000 Exemplare des WAS-2106
- davon bis 2014 rund 3.100.000 Exemplare des WAS-2107

## Technik
Der Schiguli ist ein Fahrzeug der Kompaktklasse und wurde als viertürige Limousine, zweitüriger Pick-Up-Truck oder Kombi gebaut. Die Karosserie ist selbsttragend, der Motor ist vorn längs eingebaut und treibt über ein Vierganggetriebe und eine Kardanwelle die Hinterräder an. Die Vorderräder sind einzeln an je zwei ungleich langen Dreiecksquerlenkern aufgehängt, die Hinterachse ist eine schraubengefederte Starrachse, geführt an vier Längslenkern und einem Panhardstab. Technisch basiert der Schiguli auf dem Fiat 124, unterscheidet sich von diesem aber in über 800 Punkten. Anstelle des Fiat-Motors mit seitlicher Nockenwelle wurde ein von NAMI entwickelter Ottomotor mit obenliegender Nockenwelle und Schlepphebeln eingebaut. Es gibt ihn in verschiedenen Hubraumgrößen, ursprünglich hatte er 1198 cm³ und eine Leistung von 62 PS (46 kW) (nach GOST 8.417). Später kamen Varianten von 1,2 Liter mit 64 PS (46,9 kW), 1,3 Liter mit 63 PS (46,8 kW), 1,5 Liter mit 70 PS (51,6 kW) und 1,6 Liter mit 74 PS (54,8 kW) (nach GOST 14846–81).

## Bestand
Vor allem in den Nachfolgestaaten der Sowjetunion – besonders in Russland und in der Ukraine – sind klassische Modelle aus der Schiguli-Baureihe immer noch weit verbreitet. Laut der russischen Agentur „Avtosat“ waren Mitte 2019 insgesamt rund 13,47 Mio. Lada-Fahrzeuge in Russland zugelassen. Davon entfielen 1,68 Mio. auf das Modell WAS-2107. Der WAS-2106 brachte es auf 1,32 Mio. Einheiten. Vom WAS-2105 waren noch rund 650.400 Stück und von der davon abgeleiteten Kombiversion WAS-2104 530.000 Fahrzeuge zugelassen.
Im Jahre 2024 war der Lada WAS-2107 mit 1.258.894 Exemplaren das häufigste Automodell auf russischen Straßen. Auf Platz 7 folgte der WAS-2106 mit 880.702 Fahrzeugen.
Am 1. Januar 2025 waren vom Urmodell WAS-2101 noch rund 150.000 Exemplare in Russland zugelassen.
In Deutschland waren zum 1. Januar 2024 noch mindestens 1.995 Schiguli im Straßenverkehr zugelassen, darunter 1.153 WAS-2101, 153 WAS-2103, 297 WAS-2104/2105, 223 WAS-2106 und 169 WAS-2107. Nicht eingerechnet sind die zahlreichen ukrainischen Fluchtwagen, welche infolge des Ukrainekrieges nach Deutschland überführt wurden, da diese Fahrzeuge bis zum Oktober 2024 keine deutsche Zulassung benötigten und somit nach wie vor in der Ukraine zugelassen waren.

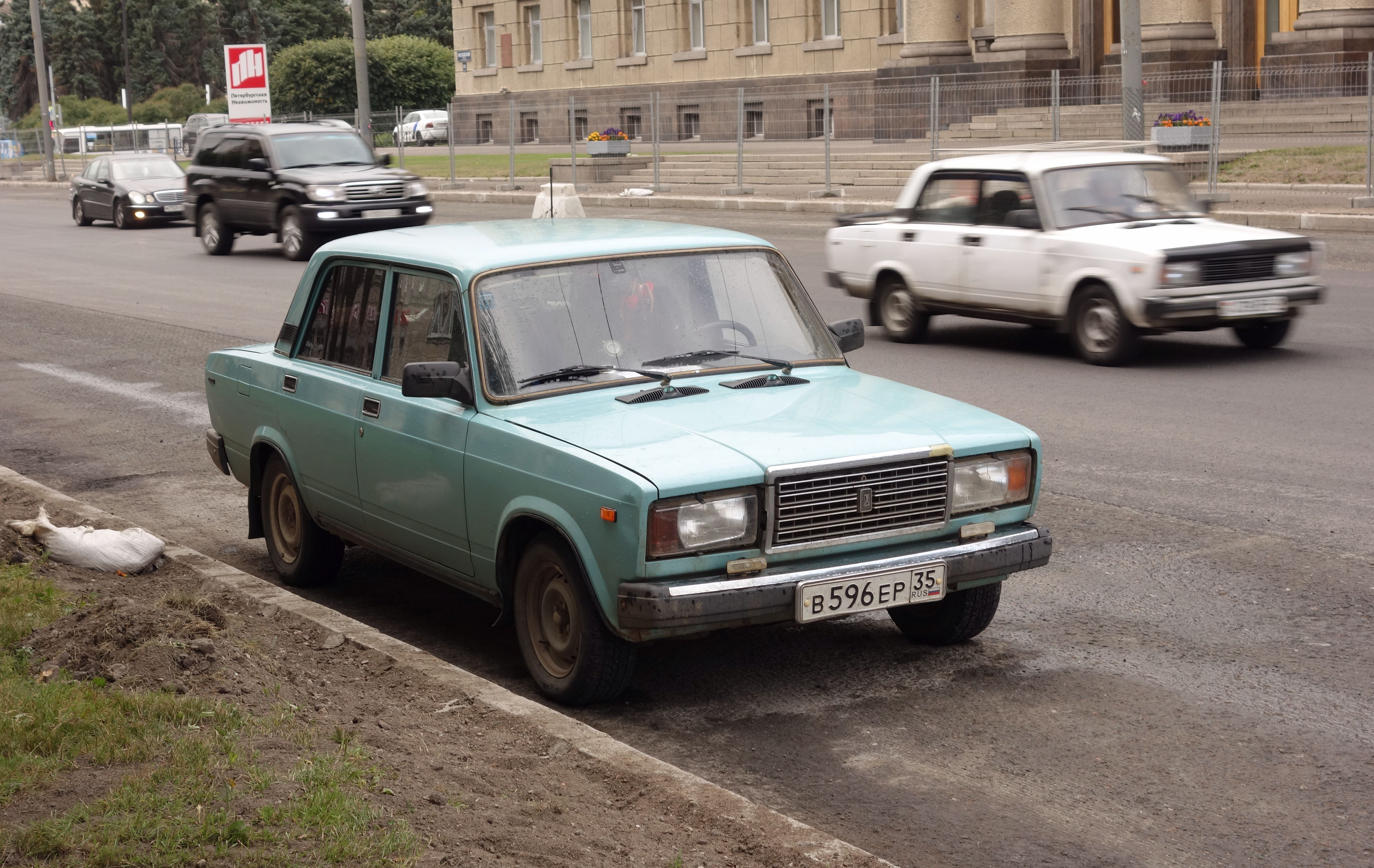
Häufigstes Auto in Russland: WAS-2107 (2019)
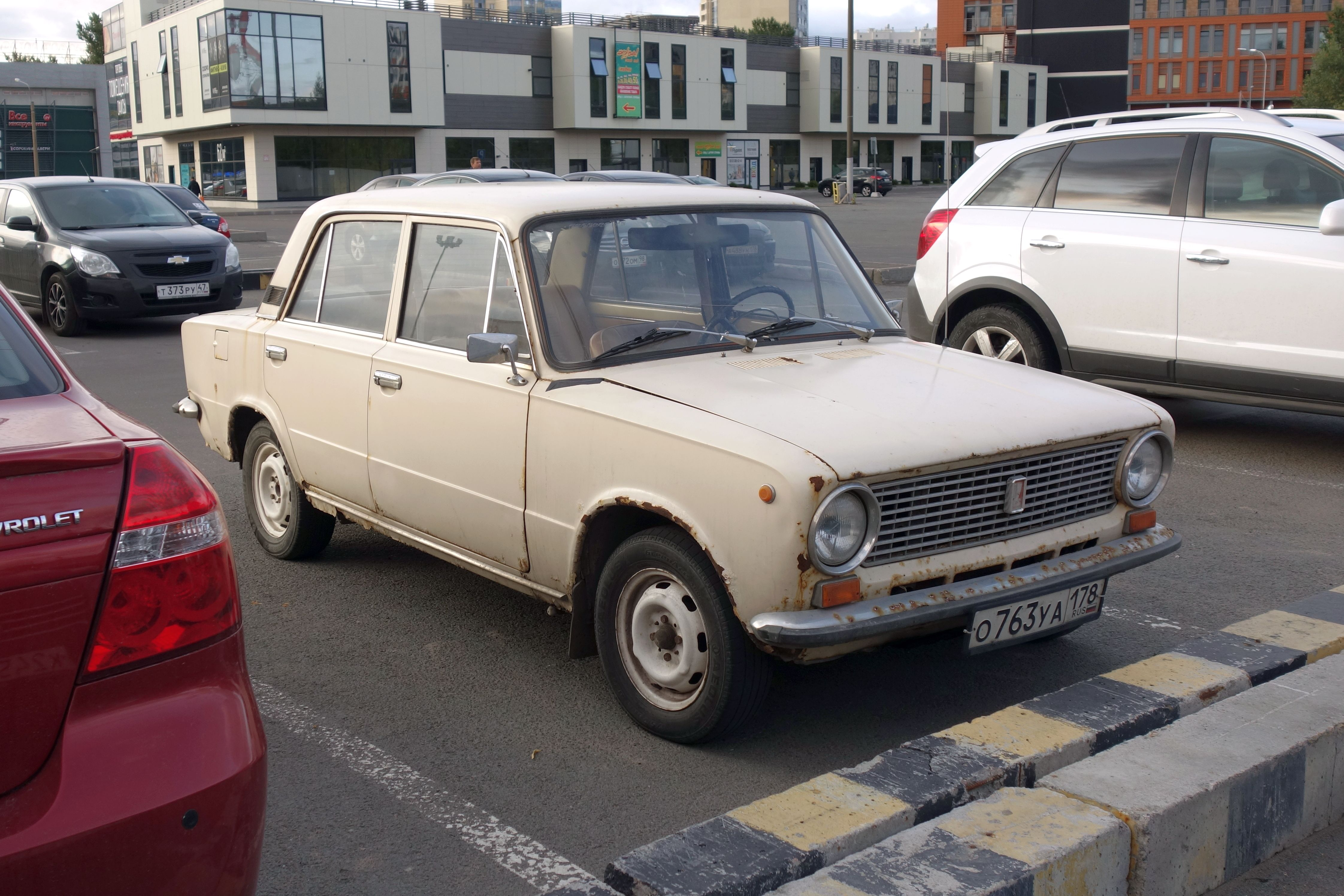
WAS-2101 im Alltagsgebrauch in Russland (2019)
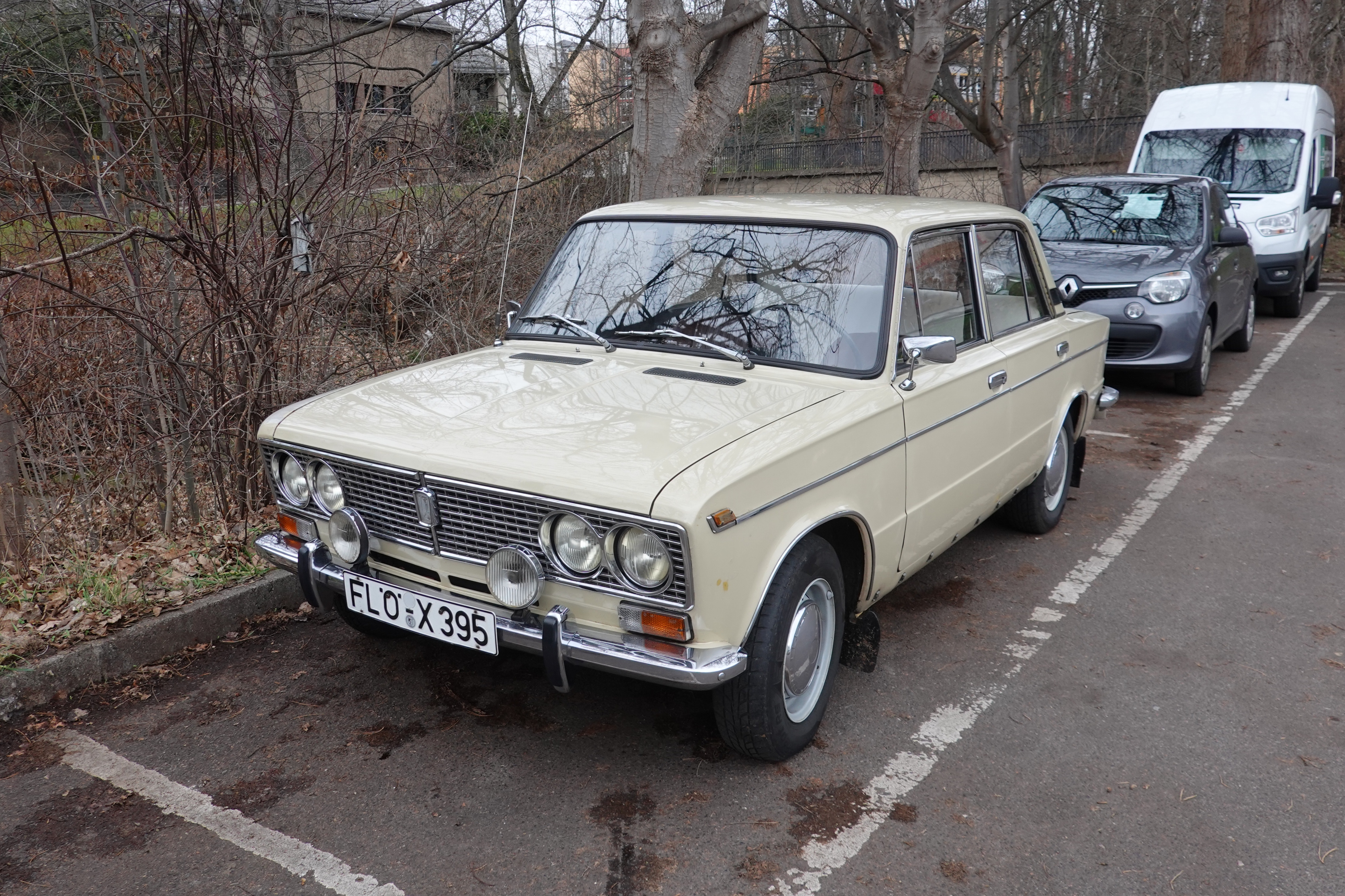
Nahezu original erhaltener WAS-2103 in Chemnitz (2023)
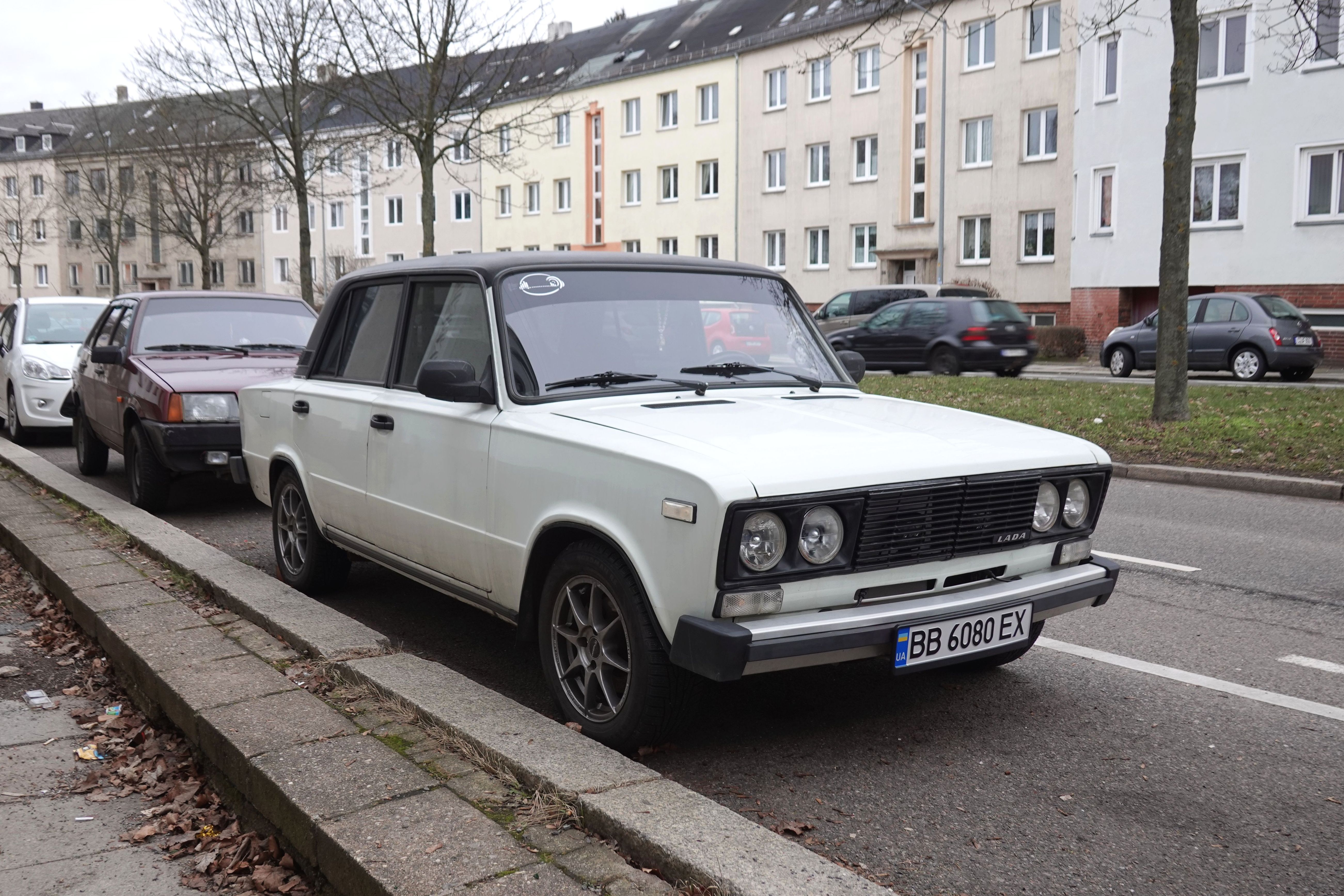
WAS-2106 ukrainischer Flüchtlinge in Chemnitz (2024)

## Onlinequellen
1. ↑  Lada auf Rang 1. In: Kraftfahrzeugtechnik 8/1977, S. 233.
2. ↑  Neue sowjetische Automobile. In: Kraftfahrzeugtechnik 6/1976, S. 179–181.
3. ↑  AwtoWAS: Annual Report 2003 (Memento des Originals vom 5. März 2015 im Internet Archive)  Info: Der Archivlink wurde automatisch eingesetzt und noch nicht geprüft. Bitte prüfe Original- und Archivlink gemäß Anleitung und entferne dann diesen Hinweis., S. 48+49
4. ↑  Neue Modelle aus Turin. In: Kraftfahrzeugtechnik. 6/1966, S. 224–226.
5. ↑  Was ist ungarisch am Shiguli?. In: Kraftfahrzeugtechnik 10/1971, S. 295.
6. ↑  Die WAS-Automobilwerke im zehnten Fünfjahrplan. In: Kraftfahrzeugtechnik 12/1976, S. 357–358.
7. ↑  100 000. Shiguli für die UVR. In: Kraftfahrzeugtechnik 5/1975, S. 141.
8. 1 2 3 4 5  
Tass: 45 лет с момента старта: знаменитые автомобили АвтоВАЗа, 24. März 2016, abgerufen am 2. Juli 2018
9. 1 2  
Awtostat: The cheapest Russian car was removed from production, 14. Februar 2011, abgerufen am 2. Juli 2018
10. ↑  
17 сентября будут сделаны последние «Жигули», in auto.mail.ru, 11. September 2012, abgerufen am 2. Juli 2018
11. ↑  
Tass: В Египте горит завод по производству автомобилей „Лада“, 4. August 2014, abgerufen am 2. Juli 2018
12. ↑  В России подсчитали число автомобилей Lada. In: regnum.ru. 30. Dezember 2019, abgerufen am 2. Mai 2025.
13. ↑  В России насчитывается 44,1 млн легковых машин. avtostat-inf, abgerufen am 1. Mai 2025.
14. ↑  В России насчитывается около 150 тысяч автомобилей ВАЗ-2101. In: www.autostat.ru. Агентству „АВТОСТАТ“, 20. März 2025, abgerufen am 2. Mai 2025.
15. ↑  Fahrzeugzulassungen (FZ) Bestand an Kraftfahrzeugen und  Kraftfahrzeuganhängern nach  Herstellern und Handelsnamen 1. Januar 2024. Kraftfahrt-Bundesamt, abgerufen am 1. Mai 2025.
16. ↑  Autos aus der Ukraine brauchen deutsche Zulassung. In: www.tagesschau.de/. 24. September 2024, abgerufen am 1. Mai 2025.